# Resistenza multifarmaco
La resistenza multifarmaco o multifarmacoresistenza è un fenomeno caratterizzato dalla contemporanea resistenza agli antibiotici con diverse strutture e diverse modalità d'azione.
Alcune resistenze possono svilupparsi in seguito a mutazioni genetiche.